# Your Love
«Your Love» es una canción de la banda de rock británica The Outfield perteneciente a su álbum de estudio Play Deep de 1986, escrita por John Spinks. La canción ocupó el lugar número #6 en la lista Billboard Hot 100 en los Estados Unidos.
En 2002 apareció en la banda sonora del videojuego de Rockstar Games Grand Theft Auto: Vice City, en la emisora de radio ficticia Flash FM.

## Canción
La canción cuenta la historia de un chico que, mientras su novia está ausente, tiene una cita con una amiga algo mayor, con la que quiere tener una noche de pasión. En la canción se percibe el deseo que siente por ella pero, finalmente, parece que nada ocurre porque ella no quiere ser segundo plato y él no tiene valor para iniciar una relación con ella, cuando claramente hay química y amistad.
En el vídeo se observa al grupo en un estudio muy colorido, mientras cantan, una joven pinta un dibujo, el cual es la portada del long play.